# Euploea insulicola
Euploea insulicola är en fjärilsart som beskrevs av Embrik Strand 1914. Euploea insulicola ingår i släktet Euploea och familjen praktfjärilar. Inga underarter finns listade i Catalogue of Life.